# Aerobryopsis wallichii
Aerobryopsis wallichii là một loài Rêu trong họ Meteoriaceae. Loài này được (Brid.) M. Fleisch. miêu tả khoa học đầu tiên năm 1908.